# Fabian Picardo

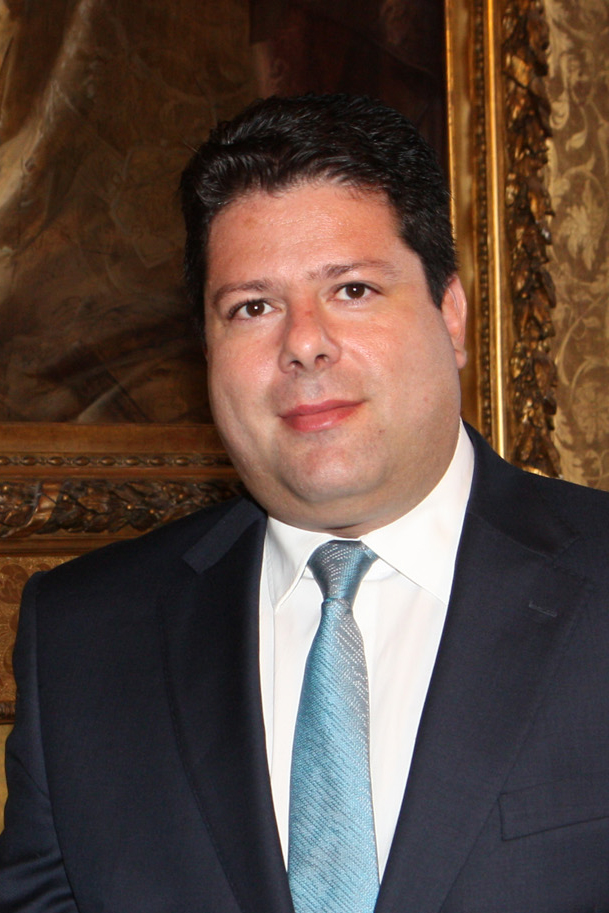
Fabian Picardo (2013)

Fabian Raymond Picardo (* 18. Februar 1972 in Gibraltar) ist ein Politiker aus Gibraltar, der seit 2011 Chief Minister von Gibraltar ist.

## Leben
Picardo begann nach dem Schulbesuch 1990 ein Studium der Rechtswissenschaften am Oriel College der University of Oxford, das er 1993 beendete. Während seines Studiums war er 1991 Mitgründer der National Party of Gibraltar (NPG), die sich 1999 in Liberal Party of Gibraltar (LPG) umbenannte. 1994 erhielt er seine Zulassung als Rechtsanwalt bei der Anwaltskammer (Inns of Court) von Middle Temple. Nach seiner Rückkehr nahm er im September 1994 eine anwaltliche Tätigkeit in der 1939 vom ehemaligen langjährigen Chief Minister Joshua Abraham Hassan gründeten Kanzlei Hassans, der größten Anwaltskanzlei Gibraltars, und wurde 2000 Partner dieser Kanzlei.

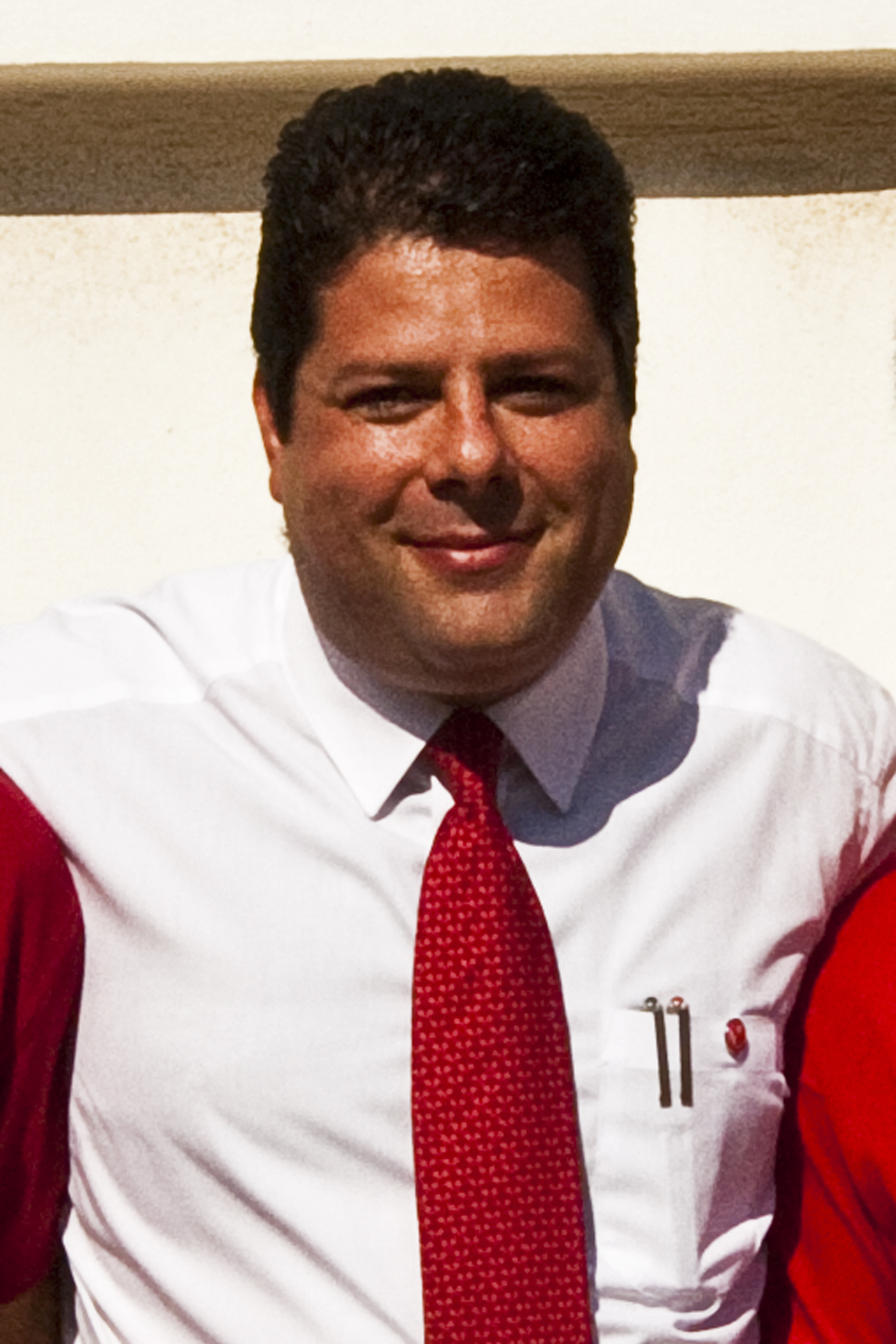
Fabian Picardo bei einer Veranstaltung zum Nationalfeiertag am 10. September 2011

2003 trat Picardo der Gibraltar Socialist Labour Party (GSLP) als Mitglied bei. Er wurde für die GSLP bei den Wahlen am 27. November 2003 erstmals zum Mitglied des Versammlungshauses von Gibraltar (Gibraltar House of Assembly) gewählt und bei den darauf folgenden Wahlen am 11. Oktober 2007 wiedergewählt.
Nachdem der ehemalige Chief Minister Joe Bossano im April 2011 als Vorsitzender der Gibraltar Socialist Labour Party und Oppositionsführer zurückgetreten war, wurde Picardo in beiden Funktionen dessen Nachfolger. Unter seinem Vorsitz gewann die GSLP bei den Wahlen am 8. Dezember 2011 zehn der 17 Sitze im Parlament von Gibraltar, woraufhin Picardo als Nachfolger von Peter Caruana neuer Chief Minister von Gibraltar wurde. Am 9. Dezember 2011 stellte Picardo sein erstes Kabinett vor. Bei den Wahlen am 26. November 2015 konnte die GSLP ihre Mehrheit von zehn der 17 Mandate im Parliament of Gibraltar behaupten, woraufhin Picardo am 9. Dezember 2015 sein zweites Kabinett vorstellte.
Picardo ist mit Justine Olivero verheiratet, die ebenfalls für die Anwaltskanzlei Hassans tätig ist, und Vater von zwei Söhnen und einer Tochter.